# Iridomyrmex greensladei
Iridomyrmex greensladei é uma espécie de formiga do gênero Iridomyrmex.